# Ревксінали
Ревксінали (грец. Ῥευξιναλῶί) — назва кочового іранського етносу, що локалізується на території сучасної України принаймні з кінця II ст. до н. е. до II ст. н. е. включно.
Ймовірно, що ревксінали тотожні роксоланам (ревксінали — самоназва цієї аланської етногрупи, яку сармати чи аорси називали рокс-алани), можливо були домінуючим чи одним з племен, що входило до спілки чи об'єднання роксолани. Підставою для цього служить порівняння опису понтійсько-скіфської війни у Страбона (Strabo., VII, 3, 17) з описом цих же подій у Декреті Діофанту, а також близька етимологія обох етнонімів.

## Етимологія
грец. Ῥευξιναλῶί <  алан.*roχs- (?) < авест.*raoxšna- (укр. "світло, сяйво"); авест.*rauxšn- (укр. "світити") — укр. "освітлюючі, осяюючі"(?)

## Ревксінали в античних джерелах
1. Декрет Діофанту.
У декреті Діофанту Ревксінали (грец. Ῥευξιναλῶί) згадуються у описі подій Другої скіфської війни 111 р. до н. е., а саме:

укр. "... коли ж Палак, вважаючи, що час йому сприяє, зібрав усіх своїх і, крім того, залучив на свій бік народ ревксіналів..."
2. Клавдій Птолемей. Географія.
Ревксінали (у Птолемея — ревканали (грец. Ῥευκαναλοί)) згадані як незначне плем'я Європейської Сарматії, та локалізовані «…між гамаксобіямі та роксоланами…»

3. Антропонім Ревсінал (грец. Ῥευσίναλος) у боспорській епіграфіці II ст. (Пантикапей)
У шостирядковому написі згадано чоловіче ім'я Ревсінал, яке пов'язують з етнонімом ревксінали, а саме:
укр. "Перісал Саврофів перекладач, Ревсінал Перісалів, прощавайте"